# Nymphon trispinum
Nymphon trispinum is een zeespin uit de familie Nymphonidae. De soort behoort tot het geslacht Nymphon. Nymphon trispinum werd in 1998 voor het eerst wetenschappelijk beschreven door Child. 